# Liste der Monuments historiques in Aubérive
Die Liste der Monuments historiques in Aubérive führt die Monuments historiques in der französischen Gemeinde Aubérive auf.

## Liste der Objekte
| Bezeichnung                | Beschreibung                           | Standort                       | Kennzeichnung | Schutzstatus    | Datum  | Bild |
| -------------------------- | -------------------------------------- | ------------------------------ | ------------- | --------------- | ------ | ---- |
| Glocke                     | 1728 gegossen; 1915 zerstört           | in der Kirche St-Pierre (Lage) | PM51001322    | Classé gelöscht | ? 1943 |      |
| Grundstein der Kirche      | Stein, bezeichnet 1438; 1915 zerstört  | in der Kirche St-Pierre (Lage) | PM51001321    | Classé gelöscht | ? 1942 |      |
| Taufbecken                 | Stein, 12. Jahrhundert                 | in der Kirche St-Pierre (Lage) | PM51000035    | Classé          | 1908   |      |
| Grabstein für Jean Ancelet | Stein, bezeichnet 1713                 | in der Kirche St-Pierre (Lage) | PM51002477    | Inscrit         | 1977   |      |
| Skulptur Heiliger Fiacrius | Stein, farbig gefasst, 18. Jahrhundert | in der Kirche St-Pierre (Lage) | PM51002478    | Inscrit         | 1977   |      |